# Prodoxinae
Sous-famille
Les Prodoxinae sont une sous-famille de lépidoptères (papillons) de la famille des Prodoxidae.

## Systématique
La sous-famille des Prodoxinae a été créée en 1881 par l'entomologiste américain Charles Valentine Riley (1843-1895).

## Liste des genres
Selon BioLib (5 novembre 2022) :
- Greya Busck, 1903
- Mesepiola Davis, 1967
- Parategeticula Davis, 1967
- Prodoxus Riley, 1880
- Tegeticula Zeller, 1873